# Geronimo’s Cadillac
Geronimo’s Cadillac – singel zapowiadający czwarty album Modern Talking, In the Middle of Nowhere. Singel został wydany 6 października 1986 przez wytwórnię Hansa International. Po raz pierwszy singel Modern Talking nie był notowany na pierwszym miejscu niemieckiej listy przebojów, zajął 3. miejsce. Później ukazał się jako remiks na płytach:
- Back for Good (jako osobny utwór)
- Alone (jako piąty w miksie utworów „Space Mix”)
- The Final Album, na którym w wersji DVD pojawił się także teledysk z 1986 roku.

## Lista utworów
7” (Hansa 108 620) (BMG) - 06.10.1986
| 1. | „Geronimo’s Cadillac”                        | 3:12  |
|    |                                              |       |
| 2. | „Geronimo’s Cadillac” (Instrumental Version) | 3:12  |
|    |                                              |       |
|    |                                              | 06:24 |
|    |                                              |       |
12” (Hansa 608 620) (BMG) - 06.10.1986
| 1. | „Geronimo’s Cadillac” (Long Vocal Version)   | 5:02  |
|    |                                              |       |
| 2. | „Keep Love Alive” (Vocal Bonus Track)        | 3:25  |
|    |                                              |       |
| 3. | „Geronimo’s Cadillac” (Instrumental Version) | 3:12  |
|    |                                              |       |
|    |                                              | 11:39 |
|    |                                              |       |

## Listy przebojów (1986)
| Państwo    | Najwyższe miejsce |
| ---------- | ----------------- |
| Niemcy     | 3                 |
| Austria    | 3                 |
| Belgia     | 4                 |
| Dania      | 3                 |
| Egipt      | 25                |
| Hiszpania  | 1                 |
| Finlandia  | 8                 |
| Francja    | 43                |
| Grecja     | 1                 |
| Hongkong   | 1                 |
| Izrael     | 1                 |
| Norwegia   | 7                 |
| Holandia   | 36                |
| RPA        | 4                 |
| Szwecja    | 6                 |
| Szwajcaria | 6                 |
| Turcja     | 1                 |

## Autorzy
- Muzyka: Dieter Bohlen
- Autor tekstów: Dieter Bohlen
- Wokalista: Thomas Anders
- Producent: Dieter Bohlen
- Aranżacja: Dieter Bohlen
- Współproducent: Luis Rodriguez